# Christopher Mears
Christopher „Chris“ Mears (* 7. Februar 1993 in Reading, England) ist ein ehemaliger britischer Wasserspringer. Er startete für den City of Leeds Diving Club in den Disziplinen Kunst- und Synchronspringen.
2010 wurde Mears erstmals Britischer Meister. 2008 gewann er bei den Junioreneuropameisterschaften zudem Silber vom 1-m-Brett sowie Bronze vom 3-m-Brett und vom 10-m-Turm.
Als er 2009 für das Australische Olympische Jugendfestival trainierte, erlitt er einen Milzriss. Seine Überlebenschance wurde mit 5 % Prozent angegeben, er lag auch drei Tage im Koma. Doch er kämpfte sich zurück. Äußerlich blieb ihm eine 30 cm lange Narbe vom Brustbein bis zu seinem Becken.
Mears bestritt bereits im Jahr darauf seinen ersten internationalen Wettkampf bei den Europameisterschaften 2010 in Budapest. Im Kunstspringen vom 1-m- und 3-m-Brett schied er jeweils im Vorkampf aus, im 3-m-Synchronspringen wurde er zusammen mit Nick Robinson-Baker Fünfter. Bei den Commonwealth Games 2010 in Delhi wurde er erneut mit Robinson-Baker im 3-m-Synchronspringen Vierter. Das Duo erreichte im Jahr 2011 in Shanghai bei Mears’ ersten Weltmeisterschaften Rang sieben.
Beim Weltcup im Februar 2012 wurde er Zehnter beim Synchronspringen vom 3-m-Brett, bei den Europameisterschaften im Mai 2012 Achter im Kunstspringen vom 3-m-Brett und Fünfter im Synchronspringen vom 3-m-Brett und bei den Olympischen Spielen im August 2012 Neunter im Kunstspringen vom 3-m-Brett und erneut Fünfter im Synchronspringen vom 3-m-Brett.
Er siegte bei den Commonwealth Games 2014 im 3-m-Synchronspringen mit seinem Synchronpartner Jack Laugher.
Seinen größten Erfolg erreichte Mears gemeinsam mit Laugher bei den Olympischen Sommerspielen 2016 in Rio de Janeiro, als beide die Konkurrenz im Synchronspringen vom 3-Meter-Brett für sich entscheiden konnten.
Im August 2019 gab er seinen Rücktritt vom Wasserspringsport bekannt. Er wolle sich mehr um seine Karriere als Musikproduzent und DJ kümmern. Bereits 2015 veröffentlichte er seine Debütsingle "Mexico".